# ماریلین گالزوورتی
ماریلین گالزوورتی (انگلیسی: Marilyn Galsworthy؛ زادهٔ ۱ ژانویهٔ ۱۹۵۴) هنرپیشه، و بازیگر سینما اهل بریتانیا است.
از فیلم‌ها یا برنامه‌های تلویزیونی که وی در آن نقش داشته‌است می‌توان به جاسوسی که دوستم داشت اشاره کرد.